# Sungai Sigajah
Sungai Sigajah is een bestuurslaag in het regentschap Rokan Hilir van de provincie Riau, Indonesië. Sungai Sigajah telt 4266 inwoners (volkstelling 2010).